# Podgrad (gmina Gornja Radgona)
Podgrad – wieś w Słowenii, w gminie Gornja Radgona. W 2018 roku liczyła 152 mieszkańców.